# Hylomys suillus
Hylomys suillus är en däggdjursart som beskrevs av Müller 1840. Hylomys suillus ingår i släktet Hylomys och familjen igelkottdjur. IUCN kategoriserar arten globalt som livskraftig.

## Utseende
Djuret har inga långa taggar som arter i underfamiljen igelkottar (Erinaceinae) utan bara några korta avplattade taggar inblandade i den mjuka pälsen. Pälsen är oftast brun eller lite gråspräcklig. Hylomys suillus blir 12 till 14 cm lång (huvud och bål), har en cirka 3 cm lång svans och väger ungefär 70 g. Den korta svansen är nästan naken och de runda öronen är ganska stora. I den långa spetsiga nosen finns flera tänder som har ungefär samma storlek. Fingrar och tår är utrustade med klor.

## Utbredning och habitat
Denna råttigelkott förekommer i Sydostasien från sydöstra Kina över det sydostasiatiska fastlandet och Malackahalvön till norra Borneo, Sumatra och Java. Arten vistas i kulliga områden och i bergstrakter mellan 90 och 1700 meter över havet. På Sumatra når den i sällsynta fall 3000 meter över havet. Hylomys suillus vistas vanligen i fuktiga bergsskogar. Den hittas även i skogar i lägre områden samt i landskap som förändrades av människor.

## Ekologi
Arten äter främst ryggradslösa djur som insekter och daggmaskar. Dessutom ingår frukter i födan. Fortplantningen sker över hela året och honor föder upp till tre ungar per kull. Under bra förhållanden kan Hylomys suillus leva två år.

## Underarter
Arten delas in i följande underarter:
- H. s. dorsalis
- H. s. maxi
- H. s. microtinus
- H. s. pegunensis
- H. s. siamensis
- H. s. suillus
- H. s. tionis

## Bildgalleri

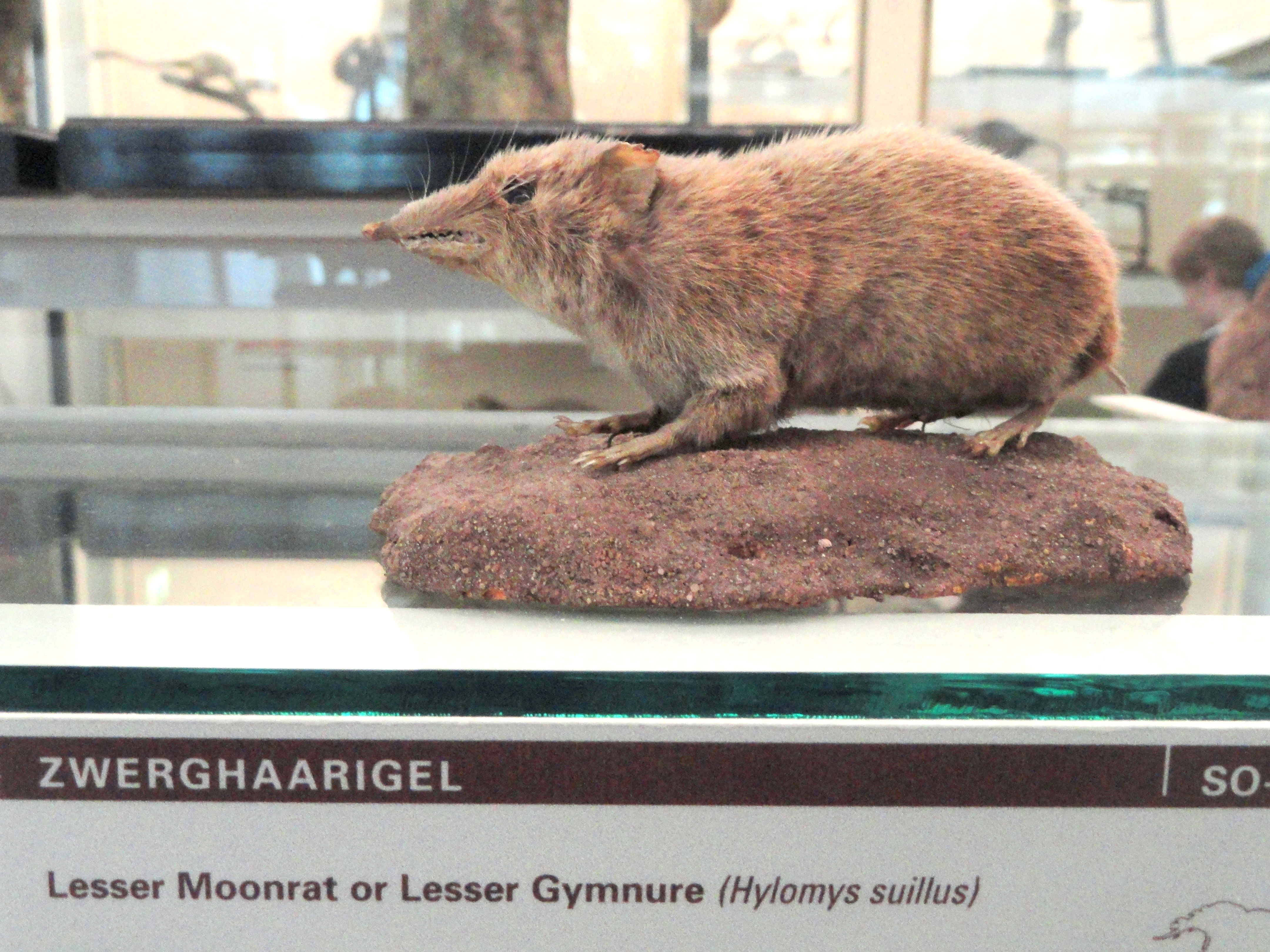